# Astrodoras asterifrons
Astrodoras asterifrons är en fiskart som först beskrevs av Kner, 1853.  Astrodoras asterifrons ingår i släktet Astrodoras och familjen Doradidae. Inga underarter finns listade.